# Torres (Venezuela)
Torres is een gemeente in de Venezolaanse staat Lara. De gemeente telt 205.000 inwoners. De hoofdplaats is Carora.